# John Glover (Chemiker)
John Glover (* Februar 1817 in Wallsend; † 1. Mai 1902 in Newcastle-upon-Tyne) war ein britischer Chemiker. Sein bedeutendster Beitrag zur Technischen Chemie war die Entwicklung des nach ihm benannten Glover-Turms für das Bleikammerverfahren zur Herstellung von Schwefelsäure.
Als Arbeitersohn nahm er zuerst eine Tätigkeit als Gehilfe eines Bleigießers an und besuchte dann ein Mechanikerinstitut, in welchem er auch eine Chemieausbildung erhielt. Bis 1852 war er bei den Felling Chemical Works als Chemiker tätig. Danach war er Direktor bei den Washington Chemical Works in der Nähe von Durham. Hier gab es eine Schwefelsäureproduktion. Als Teilhaber der Carville Chemical Works (Wallsend) entwarf er in der zweiten Hälfte des 19. Jahrhunderts verfahrenstechnische Anlagen zur Produktion von Soda (Leblanc-Verfahren) und Bleichmitteln.
Der nach ihm benannte Turm gestattete es, die Schwefelsäure aus den Bleikammern von den Nitrosen Gasen zu befreien und sie gleichzeitig aufzukonzentrieren. Der erste Glover-Turm wurde 1859 aus Ziegeln errichtet und hielt ca. 18 Monate. Glover verzichtete darauf, seine Erfindung zum Patent anzumelden. Unter seiner Mitwirkung wurde die Society of Chemical Industry gegründet.